# Abaeté (kommun)
Abaeté är en kommun i Brasilien.   Den ligger i delstaten Minas Gerais, i den sydöstra delen av landet, 500 km sydost om huvudstaden Brasília. Antalet invånare är 22 700.
Följande samhällen finns i Abaeté:
- Abaeté

Omgivningarna runt Abaeté är huvudsakligen savann. Runt Abaeté är det glesbefolkat, med 13 invånare per kvadratkilometer.